# Масс, Анна Владимировна
Анна Владимировна Масс (род. 6 апреля 1935, Москва — 26 сентября 2022, пос. Советский Писатель) — русская писательница, мемуаристка.

## Биография
Родилась в семье драматурга Владимира Захаровича Масса. Окончила филологический факультет МГУ (1960). Член Союза писателей СССР с 1972 года, затем — член Союза писателей России. Автор 17-ти книг для детей и взрослых.
Муж — геолог и поэт Виктор Матвеевич Горшков (1934—2013). Два сына.

## Произведения

### Проза
- Жестокое солнце: Повесть в девяти новеллах. — М.: Молодая гвардия, 1967
- Разноцветные черепки: Повесть и рассказы. — М.: Молодая гвардия, 1970
- Деревянный тюлень. — М.: Молодая гвардия, 1972
- Воробей на снегу: Повесть и рассказы. — М.: Советский писатель, 1975
- Я и Костя, мой старший брат: Повесть и рассказы. — М.: Детская литература, 1975
- Трудный экзамен: Рассказы. — М.: Молодая гвардия, 1976
- Необыкновенная встреча: Повесть. — М.: Детская литература, 1979
- Белое чудо: Рассказы и повести. — М.: Московский рабочий, 1982
- На Колодезере: Рассказы Ирины Константиновны Богдановой. — М.: Советский писатель, 1982
- Мальчик и снег: Рассказы и повесть. — М.: Молодая гвардия, 1984
- Прогулка под дождём. Рассказы. — М.: Детская литература, 1990. ISBN 5-08-000190-9
- Круговая лапта. — М.: Московский рабочий, 1990. ISBN 5-239-00931-7
- Ниша. Московская повесть. — М., 1997
- Вахтанговские дети. — М.: Аграф, 2005. ISBN 5-7784-0316-X
- Писательские дачи. - М.: Аграф , 2012

Всего их 15

### Драматургия
- Вальс в ритме дождя: Хроника двух жизней. — М., 1975